# Joanne Leonard
Joanne Leonard, född den 1 januari 1940 i Los Angeles, är en amerikansk konstfotograf. 
Joanne Leonard har arbetat med manipulerade bilder för att återge drömska fantasibilder.